# Kotido
Kotido ist eine Stadt in der Northern Region in Uganda. Sie ist der Hauptort des Distrikt Kotido und ist eine Gemeinde innerhalb des Distrikts. Den Status als Gemeinde (Municipality) besitzt Katido seit dem Jahr 2015.

## Lage
Kotido liegt ungefähr 100 Kilometer nordwestlich von Moroto, der größten Stadt in der Subregion Karamoja. Die Stadt liegt auch ungefähr 430 Kilometer nordwestlich von Kampala, Ugandas Hauptstadt und größter Stadt.

## Bevölkerung
Im August 2014 bezifferte eine Volkszählung die Einwohnerzahl auf 66.454.
Die folgende Übersicht zeigt die Einwohnerzahlen nach dem jeweiligen Gebietsstand.
| Jahr | Einwohner |
| ---- | --------- |
| 1969 | 1.681     |
| 1991 | 4.544     |
| 2002 | 12.878    |
| 2014 | 66.454    |

## Religion
Die Stadt ist der Sitz des römisch-katholischen Bistum Kotido.